# Municipio de Cuayuca de Andrade
El municipio de Cuayuca de Andrade (del nahuatl: cuáhuitl, yo, can ‘árbol, abundancia, lugar’‘Lugar donde abundan los árboles’) es uno de los 217 municipios del estado mexicano de Puebla. Se ubica en el centro sur de esta entidad federativa. Forma parte de la región de Izúcar.

## Geografía
Cuayuca de Andrade tiene una superficie de 160.75 km². Limita al sur y al oriente con el municipio de Tehuitzingo, al poniente con Santa Inés Ahuatempan y al norte con Zacapala y Ahuatlán. Forma parte de la región de Izúcar de Matamoros. El territorio del municipio se encuentra entre la sierra de Acatlán y los llanos de Tepexi, y tiene su máxima altitud en el oriente. De ahí, el declive baja hacia el cauce del río Atoyac, donde se encuentra la menor altitud. Cerca del límite con Santa Inés Ahuatempan se encuentran las máximas elevaciones de Cuayuca, que son los cerros El Metate y Gordo (1700 m s. n. m.).
El territorio del municipio de Cuayuca forma parte de la cuenca del río Atoyac, uno de los más largos del estado de Puebla, que tributa sus aguas al río Balsas. El Atoyac forma el límite entre Cuayuca y Tehuitzingo. Numerosos afluentes del río cruzan Cuayuca, pero casi todos ellos son arroyos intermitentes. Al norte de San Pedro Cuayuca se encuentra el arroyo San Marcos, que forma el lindero con Zacapala.
La mayor parte del municipio posee un clima cálido subhúmedo. En el extremo suroeste donde se encuentran las altitudes más bajas hay una región de clima semiseco muy cálido, que corresponde al clima dominante de la Mixteca Baja. Las montañas del oriente del municipio tienen un clima ligeramente más fresco y lluvioso que el resto del territorio.[cita requerida]